# Света Луција на Светском првенству у атлетици на отвореном 2022.
Света Луција је учествовала на 18. Светском првенству у атлетици на отвореном 2022. одржаном у Јуџину  од 15. до 25. јула осамнаести пут, односно, учествовала је на свим првенствима до данас. Репрезентацију Свете Луције представљала је 1 такмичарка која се такмичила у трци на 100 метара.,.
На овом првенству такмичарка Свете Луције није освојила ниједну медаљу нити остварила неки резултат јер је дисквалификована у полуфиналу.

## Учесници
Жене:
- Џулијан Алфред — 100 м

## Резултати

### Жене
| Атлетичарка    | Дисциплина | Лични рекорд | Квалификације | Квалификације | Полуфинале       | Полуфинале       | Финале                | Финале                | Детаљи |
| Атлетичарка    | Дисциплина | Лични рекорд | Резултат      | Место         | Резултат         | Место            | Резултат              | Место                 | Детаљи |
| -------------- | ---------- | ------------ | ------------- | ------------- | ---------------- | ---------------- | --------------------- | --------------------- | ------ |
| Џулијан Алфред | 100 м      | 10,81 НР     | 11,05 КВ      | 2. у гр. 5    | Дисквалификована | Дисквалификована | Није се квалификовала | Није се квалификовала |        |